# 五月台駅

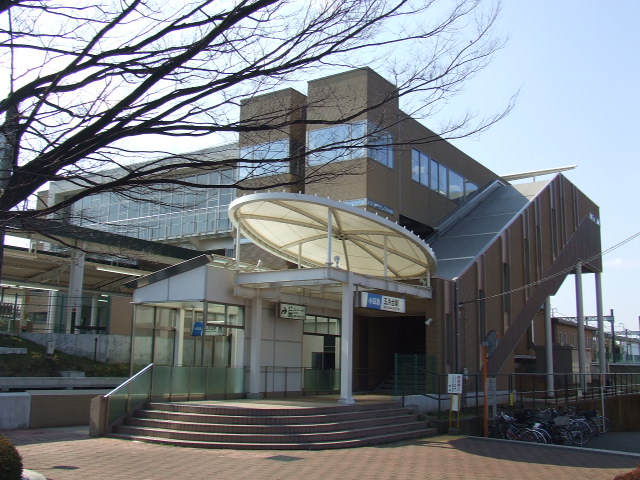
五月台駅 北口

五月台駅（さつきだいえき）は、神奈川県川崎市麻生区五力田3丁目にある、小田急電鉄多摩線の駅である。駅番号はOT 01。
駅は丘の頂上にある。

## 歴史
- 1974年（昭和49年）6月1日：開設[2]。各停の停車駅となる。
- 2004年（平成16年）12月11日：区間準急設定、停車駅となる[3]。
- 2006年（平成18年）3月：駅リニューアル工事完了。
- 2014年（平成26年）
  - 3月15日：ダイヤ改正に伴い、準急停車駅となる。なお、この改正で設定された多摩線準急は平日朝の下り1本のみである。
  - 7月23日：自動改札機更新。
- 2018年（平成30年） 3月17日：ダイヤ改正に伴い、多摩線準急廃止、各停のみの停車となる[4]。
- 2025年（令和7年）3月15日：ダイヤ改正に伴い、急行停車駅となる[5]。また、東京メトロ千代田線直通列車が停車するようになる[5]。

### 駅名の由来
多摩線計画当時は地名の「五力田」が有力候補であったが、語呂が悪いことと泥臭いことが敬遠され、「五力田」の「五」と、小字であった「大台」の「台」を取り、明るい五月のようなイメージでの街づくりを願って命名された。周辺の町名は五力田のままであり、五月台は地名にはなっていない。

## 駅構造

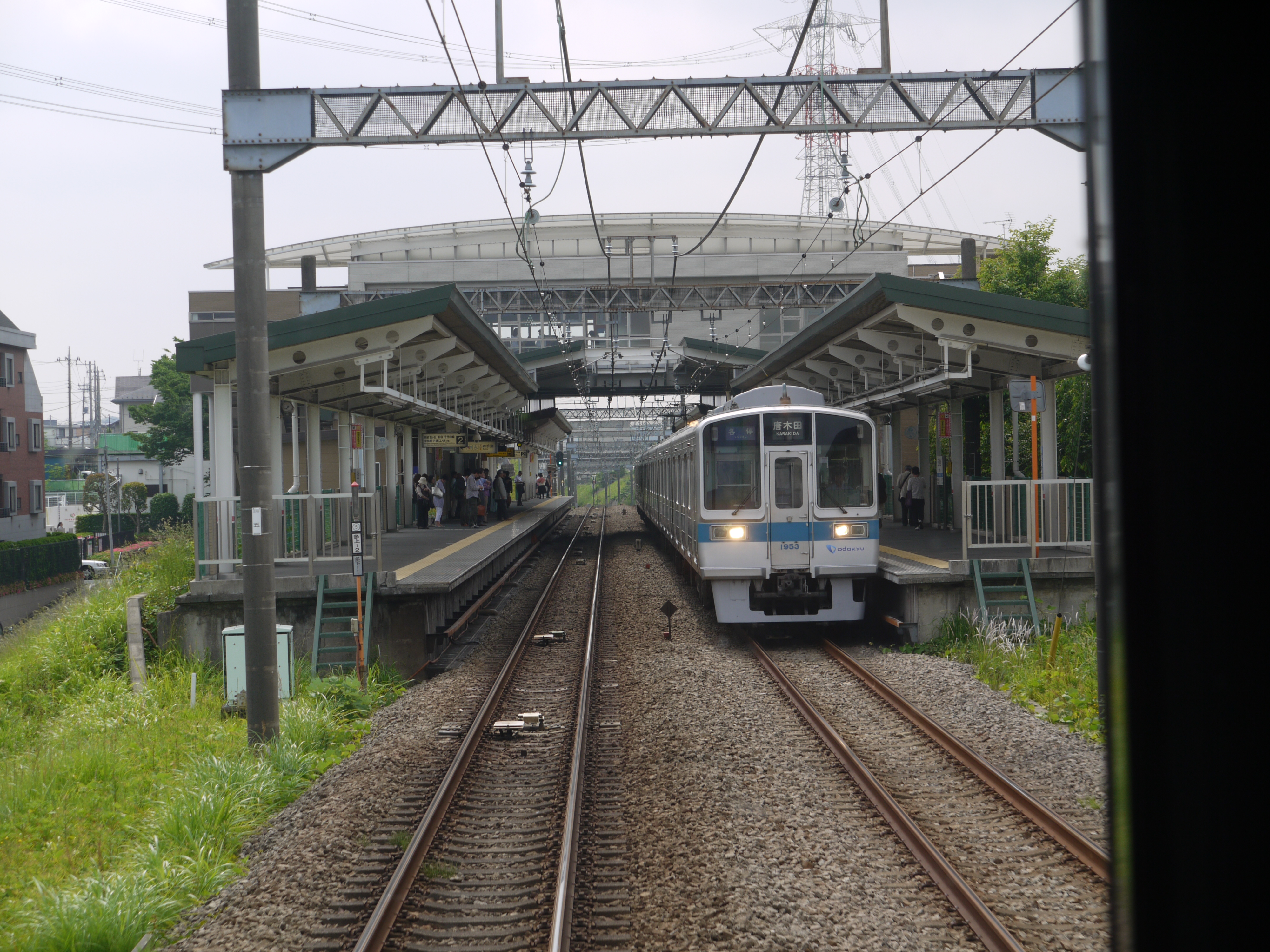
栗平側より見たホーム

相対式ホーム2面2線を有する地上駅。橋上駅舎を備える。2006年（平成18年）3月までの約2年間に渡り、駅大規模改修が行われ、エレベーターが新設された。トイレは上り線ホームに面して設置されている。
早朝時間帯（初電から7時30分）は駅員無配置となっている。
2006年（平成18年）1月31日より、旅客上屋には太陽光発電用発電パネルが設置され、自動券売機や自動改札機などの電力に利用されている。2010年には発車標が新設された。
2012年度（平成24年度）に、各停を10両化出来るようホームを新百合ヶ丘方面に延長する工事が実施された。

### のりば
| ホーム | 路線   | 方向 | 行先                           |
| ------ | ------ | ---- | ------------------------------ |
| 1      | 多摩線 | 下り | 唐木田方面                     |
| 2      | 多摩線 | 上り | 新百合ヶ丘・新宿・千代田線方面 |

- 2025年3月改正以降、日中時間帯は急行が10分間隔で毎時6本発着する。(新宿駅発着・千代田線直通どちらも20分間隔で毎時3本ずつ)

## 利用状況
2024年度（令和6年度）の1日平均乗降人員は9,688人である 。小田急線全70駅中62位である。
近年の乗降・乗車人員の推移は以下の通り。
| 年度               | 1日平均 乗降人員 | 1日平均 乗車人員 | 出典               |
| ------------------ | ---------------- | ---------------- | ------------------ |
| 1979年（昭和54年） | 775              |                  |                    |
| 1982年（昭和57年） | 1,376            |                  |                    |
| 1987年（昭和62年） | 3,587            |                  |                    |
| 1995年（平成07年） |                  | 2,717            |                    |
| 1996年（平成08年） |                  | 2,831            |                    |
| 1997年（平成09年） |                  | 2,960            |                    |
| 1998年（平成10年） |                  | 3,231            |                    |
| 1999年（平成11年） |                  | 3,339            |                    |
| 2000年（平成12年） |                  | 3,551            |                    |
| 2001年（平成13年） |                  | 3,641            |                    |
| 2002年（平成14年） |                  | 3,756            |                    |
| 2003年（平成15年） | 8,245            | 3,820            |                    |
| 2004年（平成16年） | 8,496            | 3,955            |                    |
| 2005年（平成17年） | 8,394            | 4,164            |                    |
| 2006年（平成18年） | 8,722            | 4,360            |                    |
| 2007年（平成19年） | 9,015            | 4,492            |                    |
| 2008年（平成20年） | 9,220            | 4,598            |                    |
| 2009年（平成21年） | 9,275            | 4,624            |                    |
| 2010年（平成22年） | 9,496            | 4,756            |                    |
| 2011年（平成23年） | 9,608            | 4,762            |                    |
| 2012年（平成24年） | 10,128           | 4,996            |                    |
| 2013年（平成25年） | 10,170           | 5,016            |                    |
| 2014年（平成26年） | 9,978            | 4,960            | [ 神奈川県統計 1 ] |
| 2015年（平成27年） | 10,083           | 5,019            | [ 神奈川県統計 2 ] |
| 2016年（平成28年） | 10,169           | 5,038            | [ 神奈川県統計 3 ] |
| 2017年（平成29年） | 10,218           | 5,080            | [ 神奈川県統計 4 ] |
| 2018年（平成30年） | 10,234           | 5,070            | [ 神奈川県統計 5 ] |
| 2019年（令和元年） | 10,192           | 5,057            | [ 神奈川県統計 6 ] |
| 2020年（令和02年） | 7,951            | 3,944            | [ 神奈川県統計 7 ] |
| 2021年（令和03年） | 8,427            | 4,187            | [ 神奈川県統計 8 ] |
| 2022年（令和04年） | 8,982            |                  |                    |
| 2023年（令和05年） | 9,405            |                  |                    |
| 2024年（令和06年） | 9,688            |                  |                    |

## 駅周辺
駅南口に、モスバーガー、ツルハドラッグなどが入居する小田急マルシェ五月台をはじめとして、他にもスーパーマーケットや医療機関、野菜直売所などがある。駅から徒歩圏内にはマンションが広がる。
駅北口には商店等はないが保育園が駅前にある。周辺は集合住宅と多くの一戸建て住宅から構成される住宅地である。葉積緑地・高尾根公園および野球場を備えた片平公園など、公園や緑地が多い。
バブル時から崩壊後まで空き地が広がっていたが、2000年代に入って新百合ヶ丘駅周辺の発展の影響でマンションなどが多く建設され空地が埋まり、一戸建てやマンションが立ち並ぶ住宅街となっている。
かつて、神奈川県立柿生西高等学校が存在していた際は通学利用駅にもなっていた。

### 北口
- 五月台ルミナス保育園

### 南口
- 小田急マルシェ五月台
- FUJI 五月台店
- 川崎市立片平小学校
- 川崎市片平こども文化センター
- 川崎市北部地域療育センター

## 隣の駅
小田急電鉄
 多摩線
■快速急行・□通勤急行
通過 
■急行・■各駅停車
新百合ヶ丘駅 (OH 23) - 五月台駅 (OT 01) - 栗平駅 (OT 02)